# Bundesstraße 278
Pour les articles homonymes, voir Route 278.
La Bundesstraße 278 est une Bundesstraße des Länder de Thuringe, de Hesse et de Bavière.

## Géographie
La Bundesstrasse commence à Buttlar, en Thuringe et traverse la vallée de l'Ulster jusqu'à Ehrenberg (Rhön) et passe le massif de la Rhön avec l'Ottilienstein comme point culminant (835 m d'altitude) puis le Rotes Moor, la ligne de partage des eaux entre la Weser et Rhin, jusqu'à Bischofsheim an der Rhön, en Bavière. Elle sert principalement au trafic local et touristique et n'a qu'une faible densité de trafic en raison de son emplacement loin des grandes villes. Elle passe sous une porte historique de Tann. En raison de son emplacement sur la frontière interallemande, elle est dotée de plusieurs puits de détonation dans la Hasse et en Bavière.

## Source
- (de) Cet article est partiellement ou en totalité issu de l’article de Wikipédia en allemand intitulé « Bundesstraße 278 » (voir la liste des auteurs).

1. ↑  (de) « Die Bundes- und Reichsstraßen in Deutschland - Nr. 166 bis 327 » [archive du 18 février 2009], sur home.arcor.de (consulté le 16 juillet 2025)